# Paracassidinopsis perlata
Paracassidinopsis perlata är en kräftdjursart som först beskrevs av Roman 1974.  Paracassidinopsis perlata ingår i släktet Paracassidinopsis och familjen klotkräftor. Inga underarter finns listade i Catalogue of Life.